# Christoph Ludwig Crell
Christoph Ludwig Crell (* 25. Mai 1703 in Leipzig; † 8. Oktober 1758 in Wittenberg) war ein deutscher Literatur- und Rechtswissenschaftler.

## Leben
Nach dem Besuch der Leipziger Nikolaischule immatrikulierte er sich 1717 an der Universität Leipzig, erwarb 1721 den akademischen Grad eines Magisters und wurde 1722 als Privatdozent an der philosophischen Fakultät der Universität aufgenommen. Er widmete sich dem Rechtsstudium und wurde, nachdem er 1722 den Grad eines Lizentiaten der Rechte erreichte, zum außerordentlichen Professor der Poesie ernannt.
Nachdem er 1724 zum Doktor der Rechtswissenschaften promoviert wurde, berief ihn die Universität Wittenberg zum ordentlichen Professor der Poesie. Er erhielt dazu 1730 noch die Professur des Natur und Völkerrechts. In Wittenberg stieg er 1733 zum außerordentlichen Beisitzer in der Juristenfakultät auf und trat 1735 als ordentlicher Professor der Instituten zur juristischen Fakultät der Akademie über, womit er Beisitzer am Wittenberger Hofgericht und Beisitzer im Schöppenstuhl wurde.
Durch seine profunden Fachkenntnisse eines Juristen, aber auch auf dem Gebiet der Literatur als ausgezeichneter lateinischer Poet und Antiquitätenkenner, erlangte er sich ein weitreichendes Ansehen. So stieg er bis 1752 zum Professor des Kodex auf, war damit Assessor am Wittenberger Konsistorium und übernahm als Senior das Interimsordinat der Juristenfakultät. Nach einer schweren Krankheit verlor er fast völlig sein Augenlicht, setzte aber seine Arbeit fort. Nachdem er im Sommersemester 1730 und 1741 Rektor der Wittenberger Akademie gewesen war, starb er 1758.

## Werke (Auswahl)
- Qvando Cvrator Absentis Heredes Aeqve Propinqvos A Svccessione Exclvdat. Scheffler, Wittenberg 1747. (Digitalisat)
- Observationes de poena silentii et conscientiae delicti alieni: ad § V novissimi edicti longe clementissimi, Von gesetzmäßiger Bestrafung des vorsetzlichen Feuer-Anlegens. Woertgen, Wittenberg 1742. (Digitalisat)
- De iure manuum et poenis in iudicio criminali Germanico inprimis amputatione, Vom Rechte der Hand in peinlichen Sachen. Scheffler, Wittenberg 1751. (Digitalisat)
- Dissertatio iuridica de fide instrumentorum inprimis publicorum, Germanis: Von gericht- und aussergerichtlich verfertigten Beweiß-Schriften, deren Gültig- und Ungültigkeit in denen Rechten vorm Richter. Heller, Jena 1758. (Digitalisat)